# バウルチ
バウルチとは、モンゴル帝国皇帝（カアン）に仕えるケシクテイ（親衛隊）の職掌の一つで、カアンの飲食の世話を掌る「主膳の司」を意味するモンゴル語。『元史』巻99などでは「みずから烹飪して以て飲食を奉上する者をバウルチ/博爾赤と言う（親烹飪以奉上飲食者、曰博爾赤）」と記されている。

## 概要
バウルチの語源は「肝臓」を意味する古テュルク語のbaur/baγurにあり、ここから転じて「美味な食物」を意味するようになり、更に接尾詞の-čiがついて「料理人」や「司厨長」を意味するようになったと考えられている。また、4世紀に鮮卑人が建国した北魏には「貴人の食を作る人」を意味する「附真（bawurčin）」という官職があったことが記録されている。
『モンゴル秘史』によると、チンギス・カンによって最初にバウルチに任命されたのはオングル、スイケトゥ・チェルビ、カダアン・ダルドルカンの3名で、彼等は「朝の食べ物をえ欠かすまじ　夕べの飲み物をえ怠るまじ」という言葉とともにバウルチに任ぜられたという。また任命時期は不明であるが、四駿の一人として名高いボロクルもバウルチに任命されている。
バウルチの裏切りはカアンの死につながるため、代々バウルチはケシクテイの中でも特に信任の厚い者が選ばれていた。バウルチのダシュマン・アカの伝記では、「バウルチは古の内饔の職であって、［カアンとは］最も親密である」と評されている。
大元ウルス（元朝）の時代に入ると、饗宴・飲食などを掌る宣徽院が設立されたが、元代の宣徽院はカアンのバウルチが長を務めるもので、事実上バウルチの漢訳の一つに過ぎなかった。また、大司農司も設立にクビライのバウルチであったボロトが関わっており、歴代長官はバウルチが務めている。

## 歴代バウルチ
- コルラス部のセチェウル…チンギス・カンの父のイェスゲイの代から仕える老臣で、チンギス・カン直属の千人隊長の一人。
- バヤウト部のオングル…チンギス・カンによって任命された最初のバウルチの一人。
- コンゴタン部のスイケトゥ・チェルビ…チンギス・カンによって任命された最初のバウルチの一人。
- スニト部のカダアン・ダルドルカン…チンギス・カンによって任命された最初のバウルチの一人。
- ジャライル部のドロアダイ…チンギス・カン直属の千人隊長で、後のコデン・ウルスに所属した。
- スルドス部のチャラン・バウルチ…モンケ・カアンに仕えたが、帝位継承戦争でアリクブケに味方したために処刑された。
- バラ・バウルチ…モンケ・カアンに仕えた。
- ドルベン部のボロト…クビライに仕えていたが、後に政変に巻き込まれてフレグ・ウルスに亡命した。
- ウイグル人のテケ平章…クビライに仕えて宣徽院の長を務めた。
- ムスリムのダシュマン・アカ…世祖・成宗・武宗・仁宗に仕え、最後は宣徽院使となった。
- ジャライル部のパーディシャー…大元ウルス中期に成宗・武宗・仁宗などに仕えた。